# Aleksander Dziurowicz
Aleksander Bolesław Dziurowicz (ur. 24 września 1930 w Sosnowcu, zm. 25 listopada 1992 tamże) – polski piłkarz (bramkarz Zagłębia Sosnowiec), trener. Wicemistrz Polski 1955, zdobywca Pucharu Polski 1962.

## Kariera piłkarska
Początki kariery rozpoczynał w zespole Czarnych. Już jako 15-latek bronił bramki w drużynie seniorów. Po połączeniu w 1948 drużyn Czarnych i RKU Sosnowiec bronił bramki Metalu Sosnowiec, a po zmianie nazwy – Stali (wymiennie z Janem Powązką). W 1949 r. wywalczył awans do II ligi. W latach 1951–1952 odbywał służbę wojskową jako zawodnik wojskowego klubu OWKS Kraków. Tam awansował w 1951 r. awansował do I ligi. W I lidze zadebiutował 28 września 1952 w meczu ŁKS Łódź – Wawel Kraków (1:0), zmieniając w 75 minucie Leona Hajduka.
Po odbyciu służby wojskowej powrócił do rodzinnego Sosnowca i w 1954 awansował z zespołem do I ligi. W barwach Zagłębia Dziurowicz rozegrał 118 spotkań. Karierę sportową zakończył w 1963.
Jego rekord 627 minut bez utraty bramki poprawił dopiero po 15 latach bramkarz Legii Warszawa Władysław Grotyński, który w latach 70. był bramkarzem Zagłębia Sosnowiec. Do historii przeszedł też niecodzienny występ Dziurowicza w meczu przeciwko Gwardii (Polonii) Bydgoszcz. W starciu z Norkowskim doznał na tyle poważnej kontuzji, że został przetransportowany do szpitala. W związku z tym od 36 minuty meczu bramki bronił pomocnik Pocwa I, jednak w 64 min do bramki ponownie wrócił Dziurowicz, przywieziony ze szpitala karetką na sygnale.
W sezonie 1957, 30 marca w meczu Stal Sosnowiec – Budowlani Opole zdobył bramkę z rzutu karnego. Tym samym jest jedynym bramkarzem w historii sosnowieckiego klubu, który zdobył gola na szczeblu I ligi.
Przez kibiców był nazywany „Lolek”, przez kolegów z boiska – „Paj”.
Pochowany został na sosnowieckim cmentarzu przy Alei Mireckiego.

### Europejskie puchary
Dzięki zdobyciu przez Zagłębie Dziurowicz miał możliwość występów w rozgrywkach Pucharu Zdobywców Pucharów. Debiut (i zarazem jedyny występ) przypadł na mecz z węgierskim Ujpestem Dozsa Budapeszt. Zakończył się wysoką porażką sosnowiczan.
| lp. | Data             | Miejsce   | Gospodarz | Przeciwnik         | Rezultat | Rozgrywki | Grał | Uwagi |
| --- | ---------------- | --------- | --------- | ------------------ | -------- | --------- | ---- | ----- |
| 1.  | 12 września 1962 | Budapeszt | Újpest FC | Zagłębie Sosnowiec | 5:0      | PZP       | 90'  |       |

### Statystyki piłkarskie
W I lidze rozegrał 119 meczów i zdobył 1 bramkę jako zawodnik dwóch klubów:
- OWKS Kraków – 4 mecze,
- Stal, późniejsze Zagłębie Sosnowiec – 115 meczów i 1 bramka

| Sezon     | Klub               | Liga          | Mecze | Gole | Uwagi             |
| --------- | ------------------ | ------------- | ----- | ---- | ----------------- |
| 1950      | Stal Sosnowiec     | II liga       | 2     | 0    |                   |
| 1951      | OWKS Kraków        | II liga       | ?     | ?    |                   |
| 1952      | OWKS Kraków        | I liga        | 4     | 0    |                   |
| 1953      | Stal Sosnowiec     | II liga       | ?     | 0    |                   |
| 1953/1954 | Stal Sosnowiec     | Puchar Polski | ?     | 0    | półfinał          |
| 1954      | Stal Sosnowiec     | II liga       | 20    | 0    | awans do I ligi   |
| 1954/1955 | Stal Sosnowiec     | Puchar Polski | 1     | 0    |                   |
| 1955      | Stal Sosnowiec     | I liga        | 16    | 0    | wicemistrz Polski |
| 1956      | Stal Sosnowiec     | I liga        | 22    | 0    |                   |
| 1956/1957 | Stal Sosnowiec     | Puchar Polski | 2     | 0    |                   |
| 1957      | Stal Sosnowiec     | I liga        | 22    | 1    |                   |
| 1958      | Stal Sosnowiec     | I liga        | 11    | 0    | spadek do II ligi |
| 1959      | Stal Sosnowiec     | II liga       | 7     | 0    | awans do I ligi   |
| 1960      | Stal Sosnowiec     | I liga        | 15    | 0    |                   |
| 1961      | Stal Sosnowiec     | I liga        | 14    | 0    |                   |
| 1962      | Zagłębie Sosnowiec | I liga        | 8     | 0    |                   |
| 1962      | Zagłębie Sosnowiec | Puchar Polski | 4     | 0    | zdobycie pucharu  |
| 1962/1963 | Zagłębie Sosnowiec | I liga        | 7     | 0    | brązowy medal MP  |
| 1962/1963 | Zagłębie Sosnowiec | PZP           | 1     | 0    |                   |
|           | suma               | II liga       | ?     | 0    |                   |
|           | suma               | I liga        | 119   | 1    |                   |
|           | suma               | Puchar Polski | ?     | 0    |                   |
|           | suma               | PZP           | 1     | 0    |                   |

## Kariera reprezentacyjna
Mimo wielu sukcesów sportowych Aleksander Dziurowicz nigdy nie wystąpił w reprezentacji Polski A. Zaliczył jedynie jeden oficjalny mecz w reprezentacji Polski B.
| lp. | Data            | Miejsce | Gospodarz | Przeciwnik | Rezultat | Rozgrywki  | Grał | Uwagi | Zawodnik klubu |
| --- | --------------- | ------- | --------- | ---------- | -------- | ---------- | ---- | ----- | -------------- |
| 1.  | 26 czerwca 1955 | Rzeszów | Polska B  | Bułgaria B | 1:1      | towarzyski | 90'  |       | Stal Sosnowiec |

## Kariera trenerska
W 1959, jeszcze jako czynny zawodnik, został trenerem Górnika Sosnowiec (klub posiadał boisko przy Alei Mireckiego) i był nim aż do lat 70., kiedy to Górnik został przyłączony do Zagłębia. W związku z tym Dziurowicz został trenerem młodzieży w Zagłębiu, a następnie kierownikiem Stadionu Ludowego. Na początku lat 80. przeszedł na emeryturę i został trenerem KKS Czarni (sekcji męskiej i kobiecej) oraz Warty Zawiercie

## Sukcesy
- wicemistrzostwo Polski 1955 ze Stalą Sosnowiec
- brązowy medal mistrzostw Polski 1963 z Zagłębiem Sosnowiec
- Puchar Polski 1962 z Zagłębiem Sosnowiec
- awans do I liga 1951 z OWKS Kraków oraz 1954, 1959 ze Stalą Sosnowiec

## Życie prywatne
Jego żoną była Mirosława Dziurowicz, siostra Romy Krajewskiej – żony Ryszarda Krajewskiego.